# Lui, lei e il nonno
Lui, lei e il nonno è un film del 1959 diretto da Anton Giulio Majano.

## Trama
Eugenio è un industriale appena tornato dall'America che pensa più alle gonne che al lavoro. Vincenzo, il nonno, padrone dell'impresa, decide di fargli mettere la testa a posto: solo sposandosi potrà avere in eredità l'azienda, che altrimenti andrà a uno sconosciuto.
Il nonno propone come candidata per matrimonio Graziella, una dattilografa della compagnia molto diligente, l'unica che non fa il filo al nipote del proprietario: a malincuore i due si sposano. Quando giungono due amici dall'America, Graziella si rende conto di avere fatto un errore, visto che suo marito dedica tutte le sue attenzioni all'amica. Il marito di quest'ultima parla con Eugenio per dirgli che intende chiedere il divorzio perché crede che la moglie starebbe meglio con lui e gli chiede di fare altrettanto sperando che Graziella acconsenta a sposarlo. In un impeto di rabbia il protagonista dice a sua moglie che l'ha sposata solo per volere del vecchio così lei se ne va.
Alla fine tutto si conclude per il meglio a bordo della nave del nonno dove le due coppie comprendono quale sia il loro posto.